# Aszód
Aszód je mesto na Madžarskem, ki upravno spada v podregijo Aszódi Županije Pešta.